# Praya dubia
La praya dubia, o sifonoforo gigante, è un organismo di profondità che vive fino ai 1000 metri di profondità sotto il livello del mare e appartiene all'ordine dei sifonofori.

## Descrizione
Con una lunghezza massima del corpo di 40-50 metri, la praya dubia è il più grande Cnidario esistente sulla Terra. Vive in colonie composte da numerosi esemplari di piccola taglia, ognuno con una funzione specifica, come l'alimentazione, la riproduzione e la difesa.
Dal suo corpo sottile, biancastro e trasparente partono i tentacoli, anch'essi lunghi, sottili e pungenti. La Praya dubia è un organismo bioluminescente e attrae la sua preda con la luce blu che emette. La puntura delle sue nematocisti può provocare paralisi o morte.
La praya dubia è nota fin dal XIX secolo, ma la sua lunghezza è stata scoperta solo dopo che il Monterey Bay Aquarium Research Institute ha condotto uno studio sistematico nel 1987.
Sotto il nectosoma si trova il sifosoma, che si estende fino all'estremità di Praya dubia e contiene diversi tipi di zooidi specializzati in schemi ripetuti. Alcuni hanno un lungo tentacolo usato per catturare e immobilizzare il cibo e distribuire i nutrienti digeriti al resto della colonia. Altri zooidi, noti come palponi o dattilozooidi, sembrano contenere un sistema escretore che potrebbe anche aiutare nella difesa, anche se si sa poco della loro funzione precisa in Praya dubia. Le brattee trasparenti (dette anche idrofilli) sono organi a forma di foglia, generalmente ritenuti un altro tipo di zooide che copre e costringe altri zooidi a contrarsi in caso di pericolo.
A causa del loro scheletro idrostatico, tenuto insieme da una pressione dell'acqua superiore a 46 MPa (460 bar), questi animali scoppiano quando vengono portati in superficie.  I resti di Praya dubia recuperati nelle reti da pesca assomigliano a una massa di gelatina, il che ne ha impedito l'identificazione come creatura unica fino al XIX secolo. Nel 1987, il Monterey Bay Aquarium Research Institute ha osservato dei Praya dubia vivi durante uno studio sistematico di una colonna d'acqua, habitat naturale dell'animale, nella baia di Monterey.

## Comportamento
Praya dubia è un nuotatore attivo che attira le sue prede con una luce bioluminescente blu brillante. Quando si trova in una regione ricca di cibo, mantiene la posizione e dispiega una cortina di tentacoli ricoperti di nematocisti che producono un potente pungiglione tossico che può paralizzare o uccidere le prede che vi si imbattono. La dieta di Praya dubia comprende animali marini gelatinosi, piccoli crostacei e forse piccoli pesci e larve di pesci. Non ha predatori conosciuti.